# What You Gave Me
«What You Gave Me» (с англ. — «Что дала ты мне») — песня, записанная американским исполнителями Марвином Гэем и Тамми Террелл в 1969 году для их третьего дуэтного студийного альбома Easy.

## Написание и запись
Авторами и продюсерами записи стали Николас Эшфорд и Валери Симпсон. Песня бал записана для альбома одной из последних. Также остаётся открытым вопрос в том, чей вокал используется в песне: Тамми Таррелл или Валери Симпсон; на момент записи альбома у Таррелл появились осложнения опухоли головного мозга. Марвин Гэй утверждал, что в альбоме больше половины песен были исполнены Симпсон, хотя изначально лейбл и сама автор всё отрицали.

## Коммерческий приём
Песня была выпущена в качестве второго сингла альбома в 1969 году. Песня показала скромные результаты в поп-чартах Billboard Hot 100 и Cash Box Top 100, заняв 49 и 47 строчки соответственно, куда успешней песня показала себя в чарте Best Selling Soul Singles, поднявшись до 6 места.

## Позиции в хит-парадах
| Хит-парад (1969)                      | Высшая позиция |
| ------------------------------------- | -------------- |
| США (Billboard Hot 100)               | 49             |
| США (Billboard Hot R&B/Hip-Hop Songs) | 6              |
| США (Cash Box Top 100)                | 47             |

## Версия Дайаны Росс
В 1978 певица Дайана Росс записала свою версию песни для альбома Ross. Версия Росс отличалась от оригинала, теперь это дискотечный трек, именно на этом стиле сосредоточился лейбл Motown Records в то время.
Песня была выпущена в качестве третьего сингла альбома в том же году. Она распространялась в качестве отдельного сингла, а также как мультитрек вместе с другим диско-хитом того времени «Free Me From My Freedom» Бонни Пойнтер на оборотной стороне. Версия Росс не попала в «горячую сотню», добралась до 86-й строчки в чарте Hot Soul Singles и до 35-й строчки в чарте Dance Club Songs.

### Позиции в хит-парадах
| Хит-парад (1978)                      | Высшая позиция |
| ------------------------------------- | -------------- |
| США (Billboard Hot R&B/Hip-Hop Songs) | 86             |
| США (Billboard Dance Club Songs)      | 35             |

## Другие кавер-версии
- Дэвид Раффин записал свою версию песни для альбома Feelin’ Good в 1969 году.